# Río Jordán, Teopisca
Río Jordán är en ort i Mexiko.   Den ligger i kommunen Teopisca och delstaten Chiapas, i den sydöstra delen av landet, 800 km öster om huvudstaden Mexico City. Río Jordán ligger 2 198 meter över havet och antalet invånare är 170.
Terrängen runt Río Jordán är kuperad åt nordost, men åt sydväst är den bergig. Runt Río Jordán är det ganska tätbefolkat, med 104 invånare per kvadratkilometer. Närmaste större samhälle är San Cristóbal de las Casas, 19,1 km nordväst om Río Jordán. I omgivningarna runt Río Jordán växer huvudsakligen savannskog.